# Thomas Rees (Bildhauer)

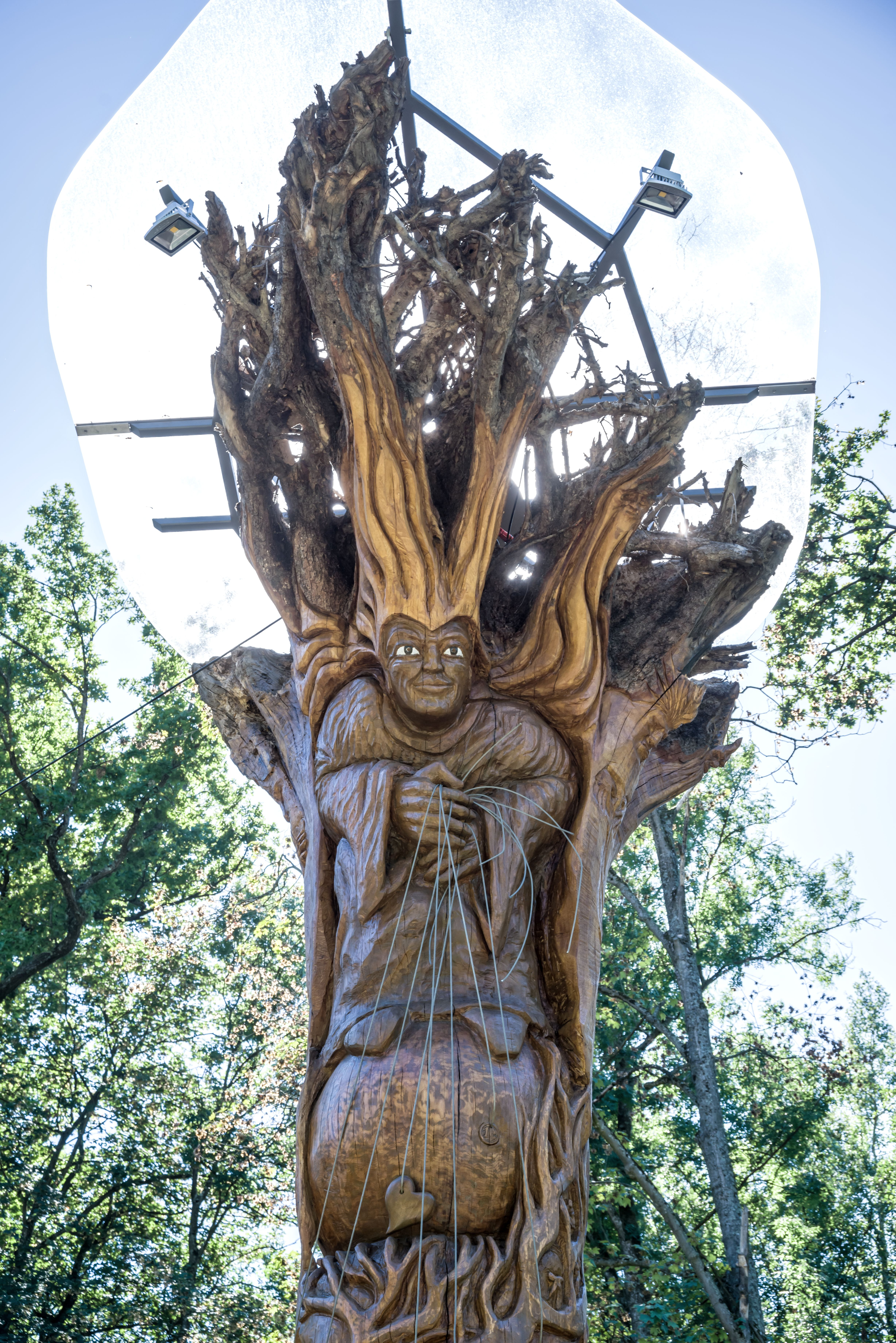
Der Weltenlenker auf dem Waldhockplatz in Hochdorf

Thomas Rees (* 20. September 1959 in Kappel) ist ein deutscher Bildhauer aus Kappel, einem Ortsteil von Freiburg im Breisgau.

## Leben
Rees ist seit seiner frühen Jugend als Bildhauer tätig. Hauptberuflich arbeitet er in der Industrie. 
Daneben engagiert Rees sich auch in der Kommunalpolitik. 2024 wurde er für die Freie Wählergemeinschaft Kappel mit 962 Stimmen in den Ortschaftsrat Kappel gewählt. Im gleichen Jahr kandidierte er auch auf Platz 19 der Liste der Freien Wähler für den Freiburger Gemeinderat. Die Partei erhielt jedoch nur drei Mandate.
Rees ist verheiratet und hat zwei Kinder.

## Künstlerisches Schaffen
Die meisten der Skulpturen von Thomas Rees stehen in der freien Natur. Nachdem er mit verschiedenen Materialien experimentiert hatte, ist Holz zu seinem Ausdruckswerkstoff geworden. Besonders wichtig sind ihm seine Arbeiten aus Bäumen, da die Bäume alle eine Geschichte haben. Die Arbeiten entstehen meist unter freiem Himmel und ergeben sich aus dem Augenblick und der Stimmung. Seine Arbeiten leben von der Spontaneität und nicht aus der Planung, so gibt es auch nur wenige Entwürfe und Skizzen. Er überlässt anschließend seine Werke der Natur, so dass sie sich im Wandel der Jahreszeiten ändern. Dieser gewollte Prozess ist programmatisch für ihn.
Seit Juni 2021 steht im Lorettobad Rees’ Holzskulptur Loretta – von Keuschheit und Begehren, die mit Syrinx und Pan Figuren aus der griechischen Mythologie zeigt. Gestiftet wurde sie vom „Verein der Freunde des Lorettobades“. Die Skulptur wurde wegen ihrer Art der Darstellung einer nackten Frau mit Sexismus-Vorwürfen bedacht und in einer Protestaktion beklebt. Die Loretta sei eine Frau, die über ihre Reize selbst verfügen könne und erhebe sich über die Dominanz der Männerwelt, versinnbildlicht durch den Pan zu ihren Füßen. Die Skulptur ist an einen Unternehmer im Stuttgarter Raum verkauft worden.

## Werke (Auswahl)
- 2001 Xanthippen.

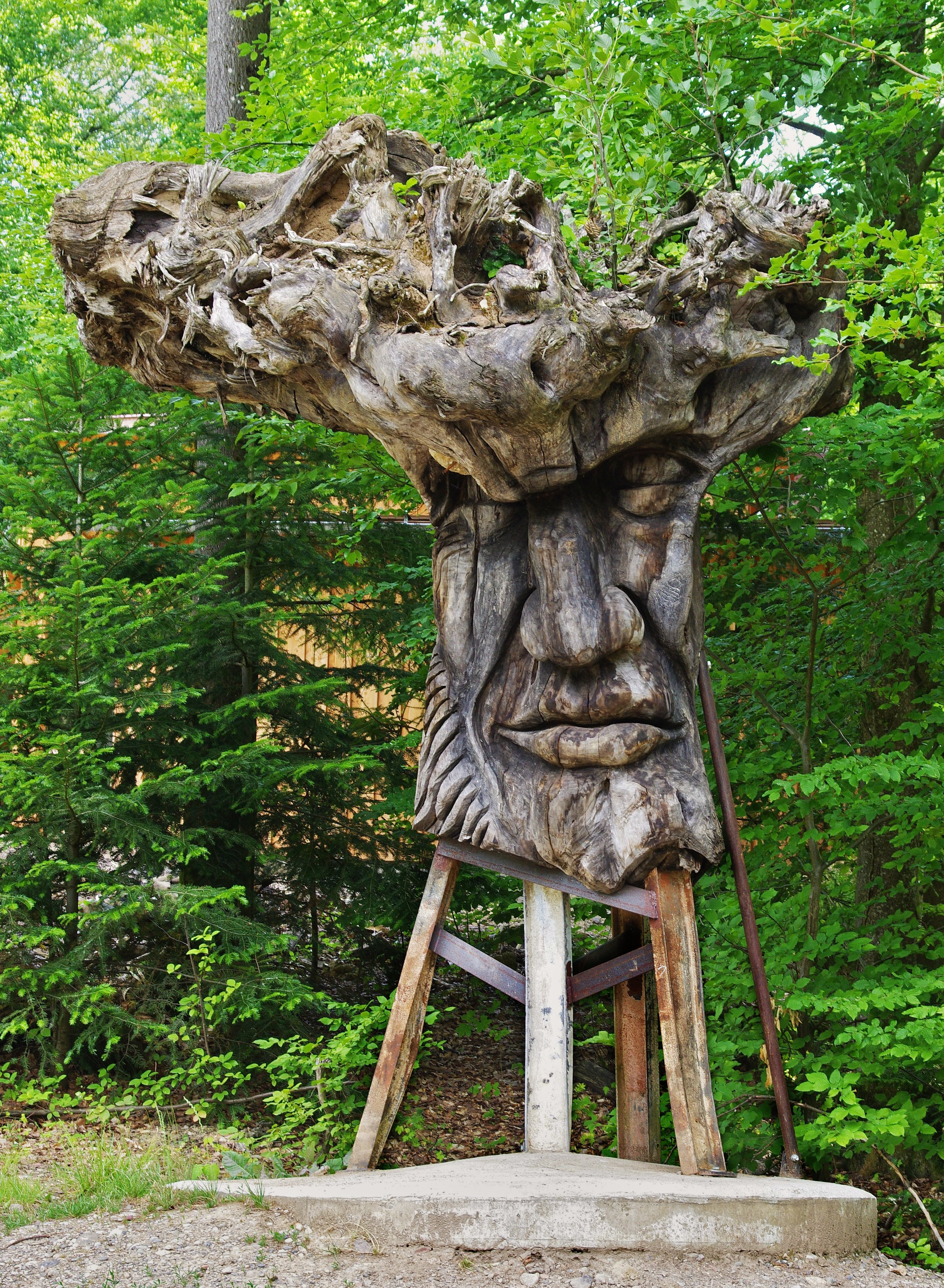
Waldmenschen, der Wurzelkopf am Waldhaus (2008)

- 2002 Vergänglichkeit. Licht und Leben im Pfarrgarten Freiburg-Kappel
- 2003 Kamelberg Freiburg / Kirchzarten. Skulpturenwiese Freiburg
- 2004 die Last mit der Frau, Freiburg. Das andere Fest, Pfeiferberg Kirchzarten. Gegenwelt, Schwarzwald St. W.
- 2005 Einsamkeit Kamelberg Freiburg / Kirchzarten.
- 2006 Drachenweg Freiburg, Sternwald.[10] „gezeichnet“ Pfeiferberg. Weitblick, Kamelberg Freiburg Kirchzarten. Die Regenfrau (Schauinsland, Rosskopf, Mauer des Klostergartens der Kartaus 2009).[11] Guck ins Land, Pfeiferberg. 360° Traumzeit Schauinsland. Hotzenplotz Stiftungswald Ebnet. Begegnung, Pfeiferberg Kirchzarten. Weitblick Kamelberg Freiburg / Kirchzarten.
- 2002–2007 Stein-Zeit-Licht-Menschen-Skulpturen, Corippo im Verzascatal, Tessin in der Schweiz[12]
- 2007 die Gerichtseiche Ballrechten-Dottingen, Kastelberg (Silvester 2016 durch einen Brandanschlag schwer beschädigt[13][14]). die Könige und das Nashorn Mundenhof Freiburg
- 2008 Des Lehrers Traum Ballrechten-Dottingen[15][16][17] Weihnachtsbaum, Pfeiferberg Kirchzarten. Die Baumwelt Mundenhof, Freiburg[18]. Der Windbohrer, Schauinsland. Hand aufs Herz, Schauinsland
- 2008 Skulpturenpfad Waldmenschen[19][20] Naturkrippe Pfeiferberg Kirchzarten.[21]
- 2009 der Pferdemensch Mundenhof Freiburg. die Bergeslust, St. Ulrich. Sägemännle Littenweiler, Freiburg. die Wächter Hans-Jakob Schule Titisee-Neustadt.[22]
- 2010 Anna-Kapelle bei Freiburg Ebnet, der letzte Säger, an der alten Säge Kirchzarten-Zarten. Fliegenplizsammlerin Zastelertal, Oberried. Endzeit Corippo Tessin. der Tausendfüßler Kita Freiburg Tiengen.
- 2011 Baum der Weisheit[23]
- 2011 Baum der Erkenntnis[24][25] Ochsengespann Waldspielplatz Hirzbergstraße Freiburg. Stein der Weisen Corippo Tessin. Moritz Freiburg, Mundenhof Freiburg. Baum der Weisheit Collegium Sapientiae Freiburg.
- 2011/12 des Waldmanns Freund Opfinger Wald Freiburg Opfingen.[26]
- 2012 der letzte Stein Kirchzarten-Zarten. mono no aware. Grieswurz Zauberweg am Hasenhorn, Todtnau. Artemis Südschwarzwald. we are one Jugendzentrum Stühlinger Freiburg.[27]
- 2013 Bundschuheiche in Freiburg Lehen.[28]

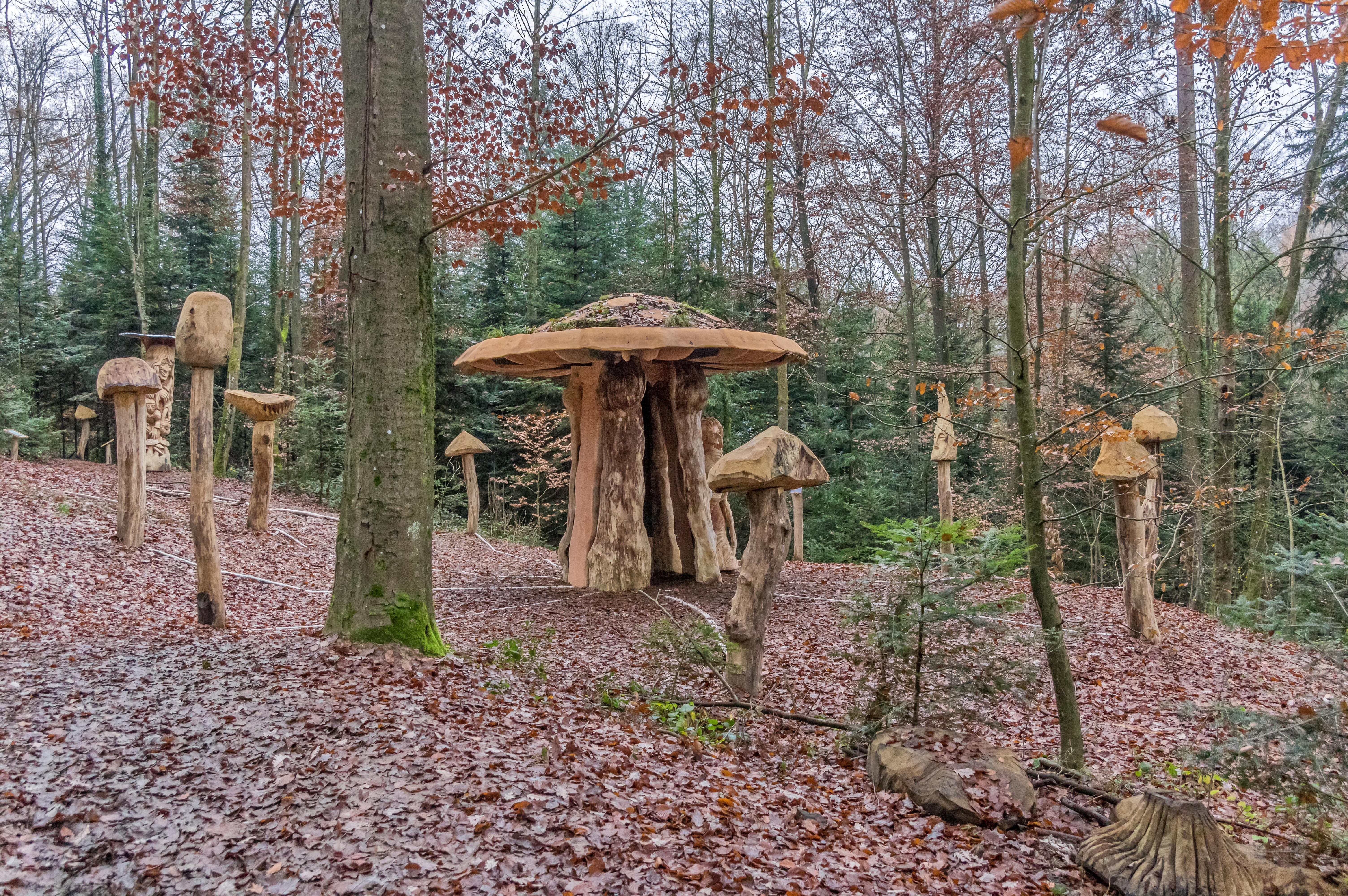
Hexenring im Freiburger Arboretum (2014)

- 2014 Hexenring im Freiburger Arboretum[29] die Bäumlinge Grundschule Stegen.[30]
- 2016 Weltenlenker auf dem Hochdorfer Waldhockplatz[31]
- 2017 Waldtor in Freiburg Waltershofen, Das Holztor beschäftigt sich thematisch auch mit dem Ausbau der Rheintalbahn und ist der Eingang zum Festplatz für das Waltershofener Waldfest. Eingeweiht wird die Skulptur offiziell im Mai 2017, präsentiert wurde sie auf der Holzversteigerung im Januar.[32]
- 2017 Wein, Weib und Wiedehopf – der Bacchus vom Tuniberg
- 2018 Merdinger Versuchung in Merdingen am Kaiserstuhl
- 2018 der Plastikmensch Freiburg[33]
- 2018 Offenbarung, Baden Messe
- 2019 MENSCH-ZEIT-ERDE, Biosphärengebiet Schwarzwald
- 2019 der Wolf, Waldspielplatz Wolfswinkel, Freiburg
- 2019 Erderwärmung und der Biosphärenteufel
- 2019 der schaffende Mensch
- 2019 der Windbohrer
- 2019 die Sammlerin
- 2021 Loretta – von Keuschheit und Begehren

## Galerie

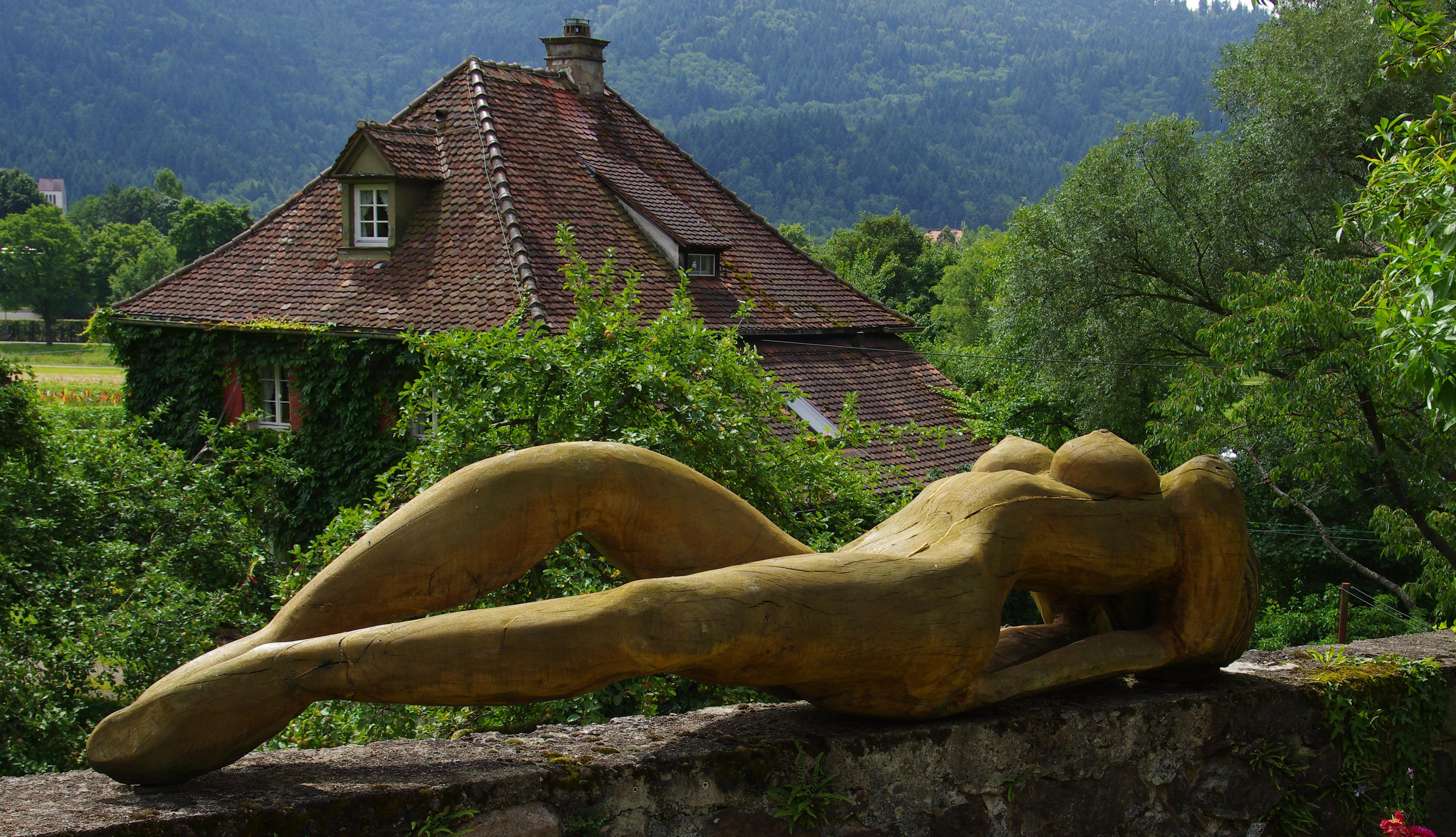
Die Regenfrau in der Kartause Freiburg (2009)
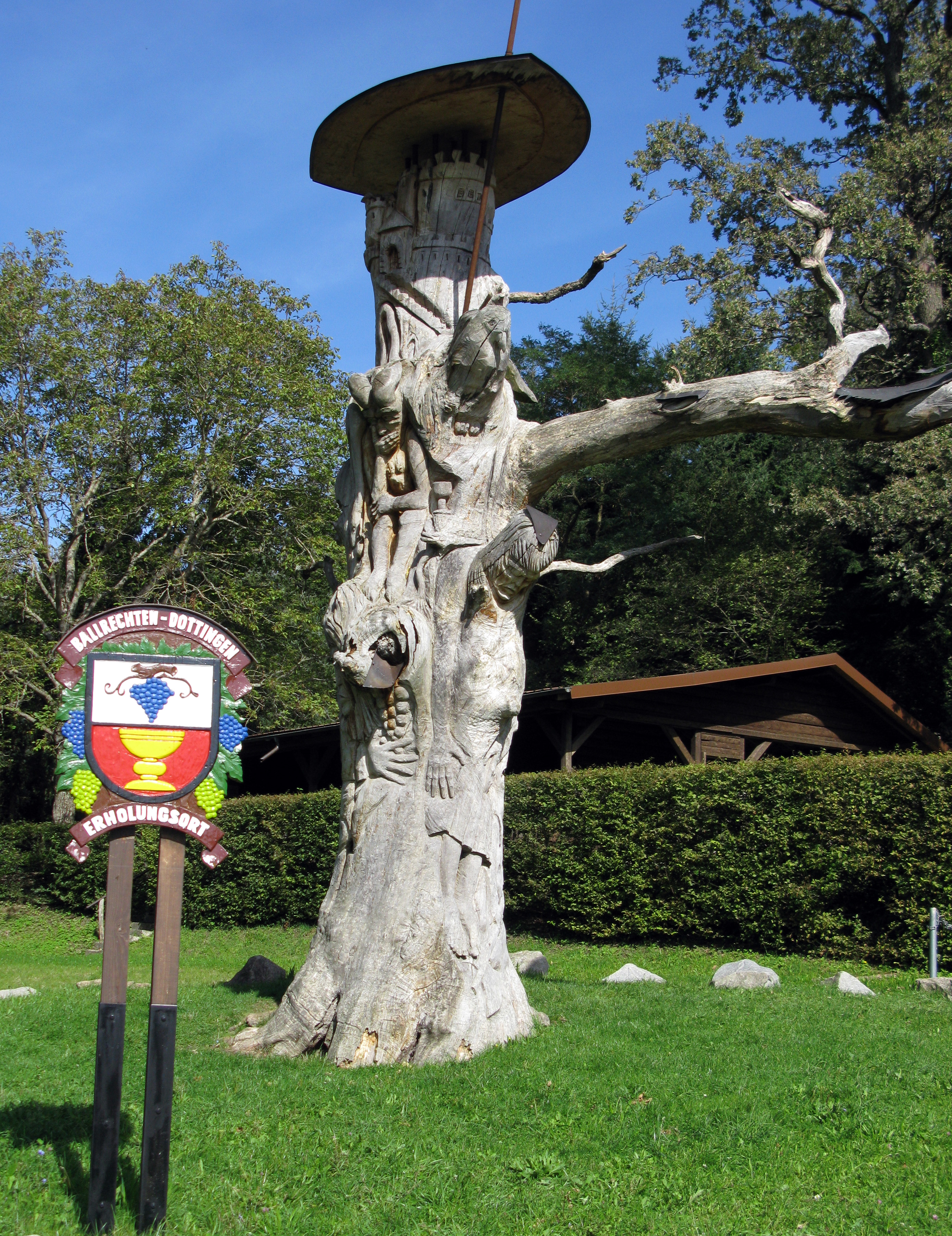
Die Gerichtseiche vor der Zerstörung
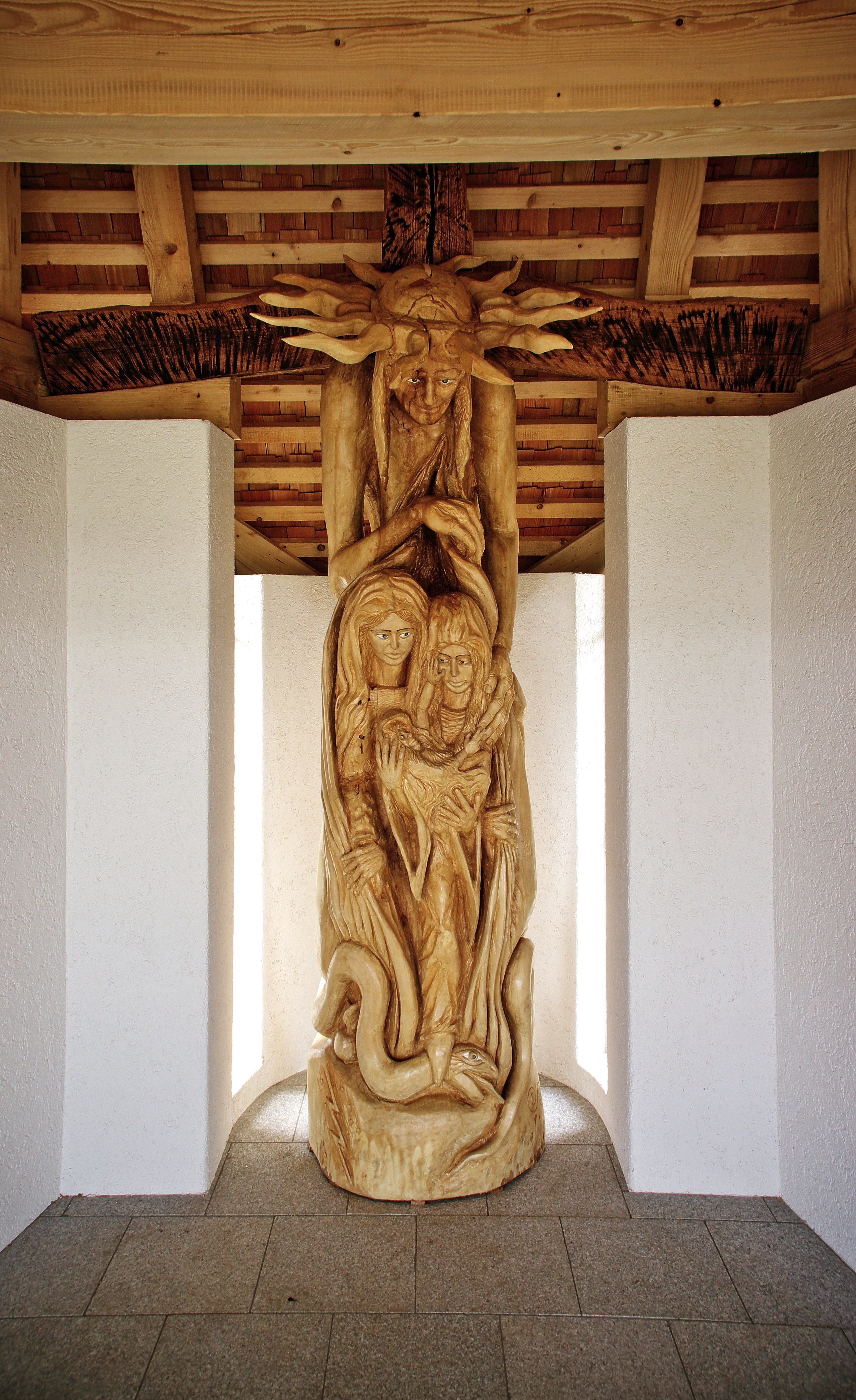
Skulptur in der Annakapelle
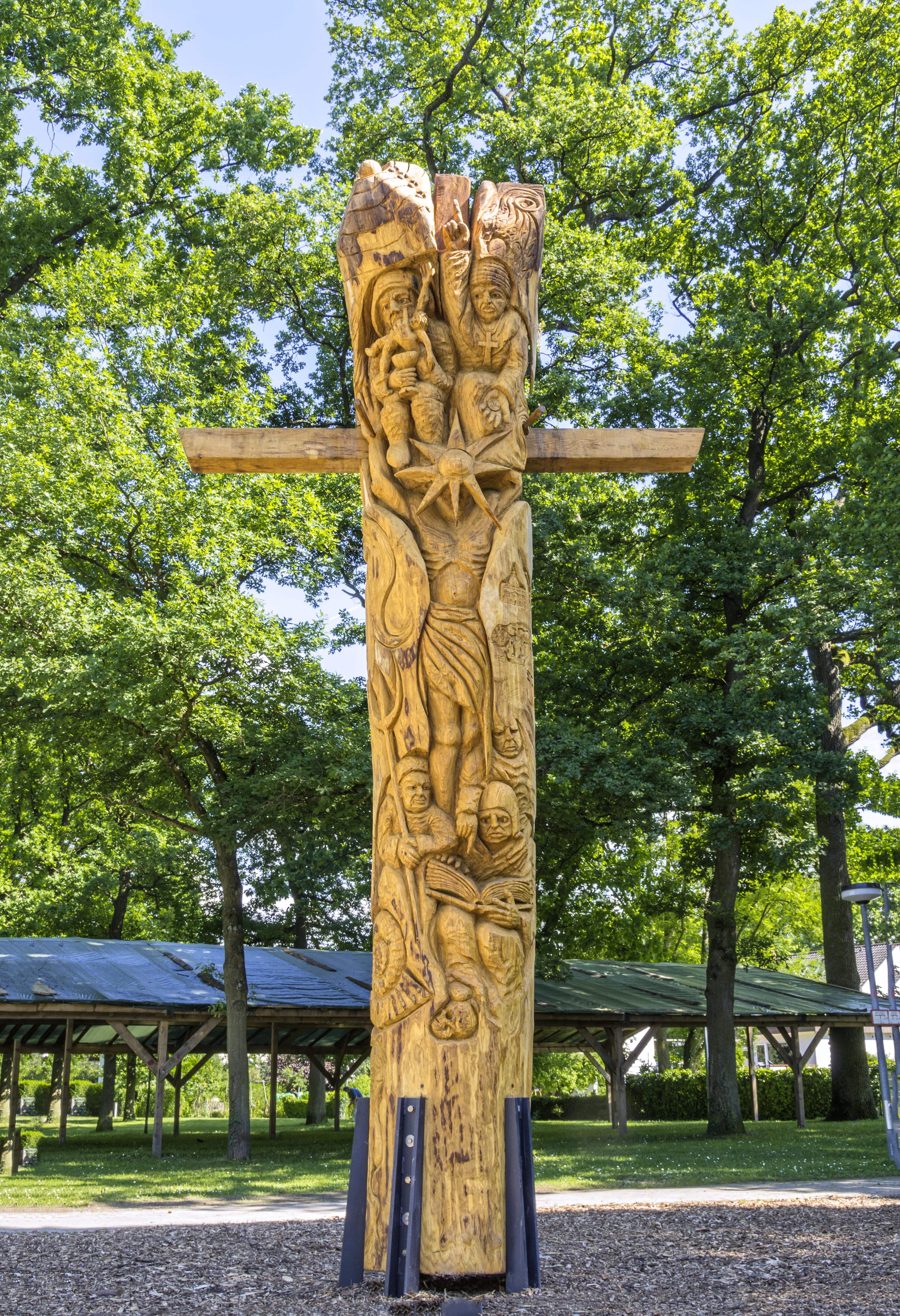
Vorderseite der Bundschuheiche in Freiburg Lehen (2013)
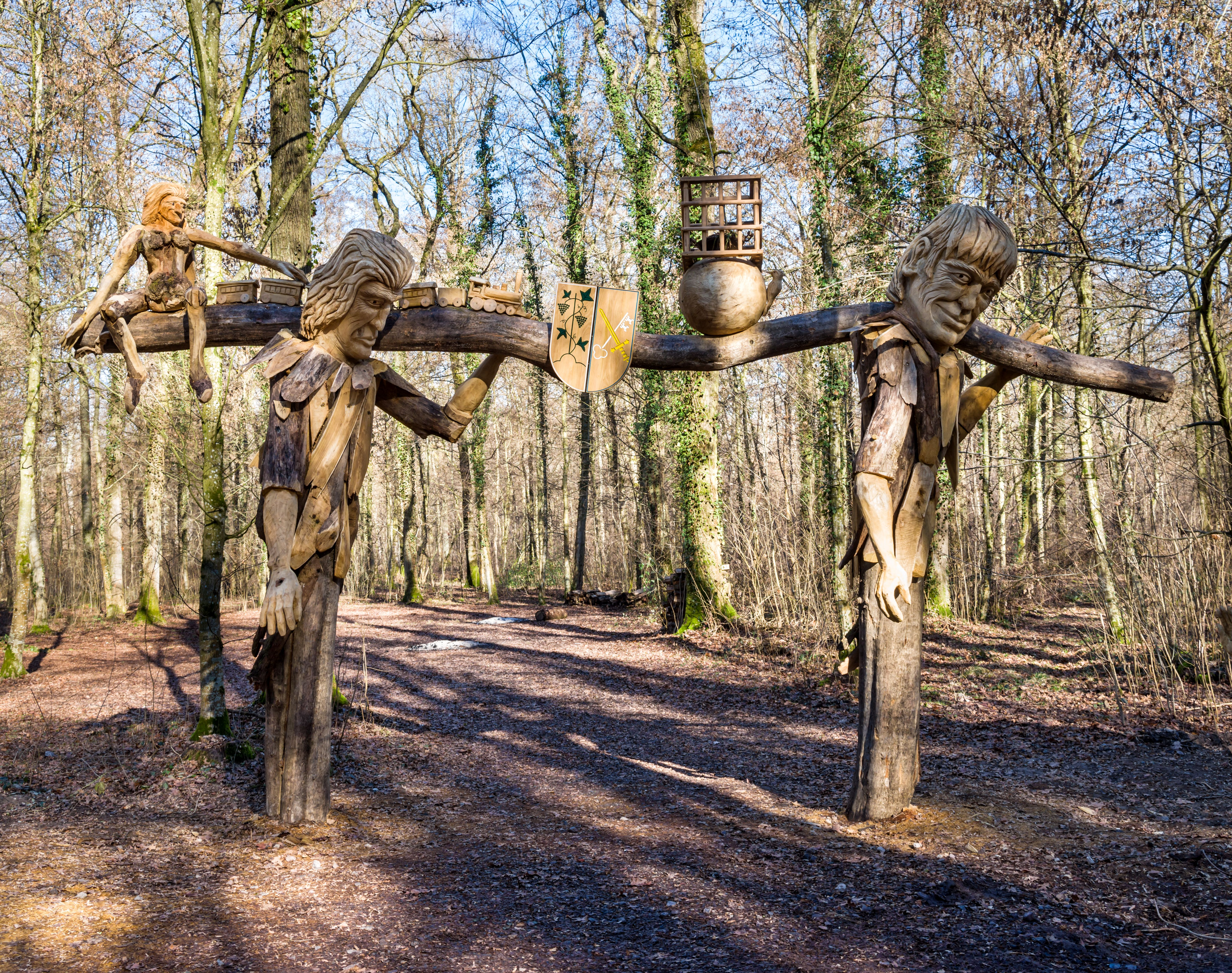
Waldtor in Freiburg Waltershofen (2017)
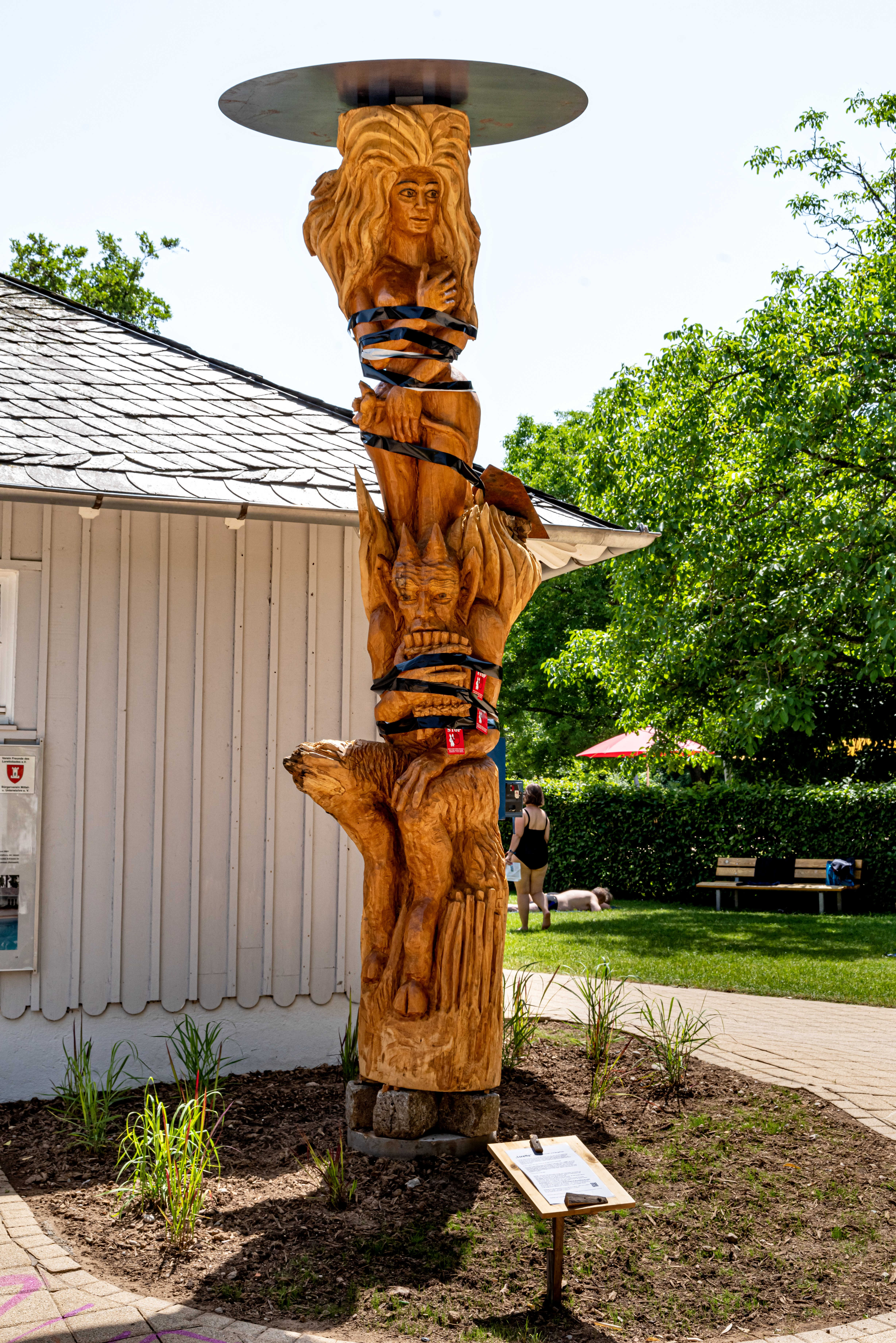
Loretta – von Keuschheit und Begehren im Lorettobad
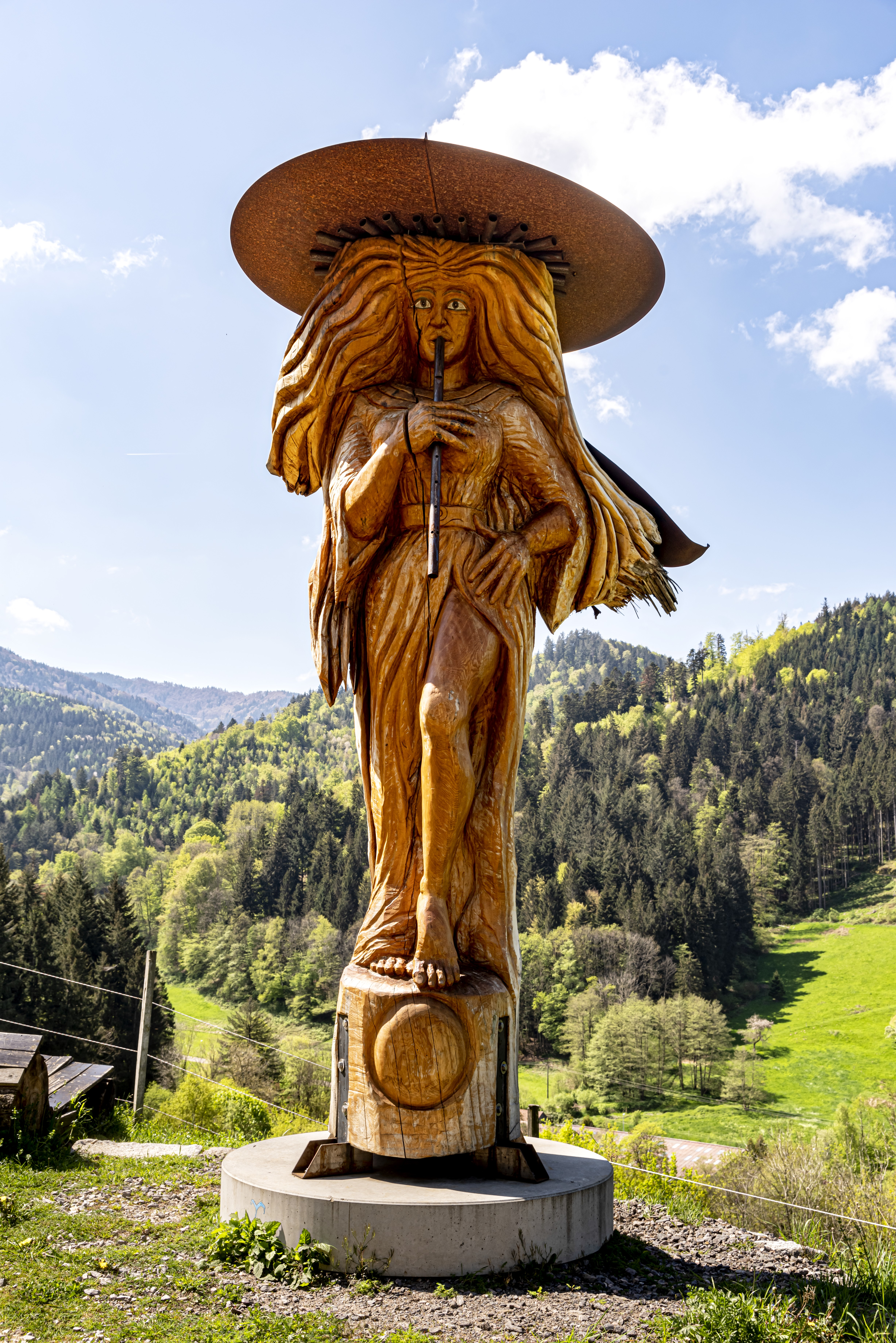
Anima Mundi Diese Skulptur wurde zusammen mit Sarah Scotti verwirklicht
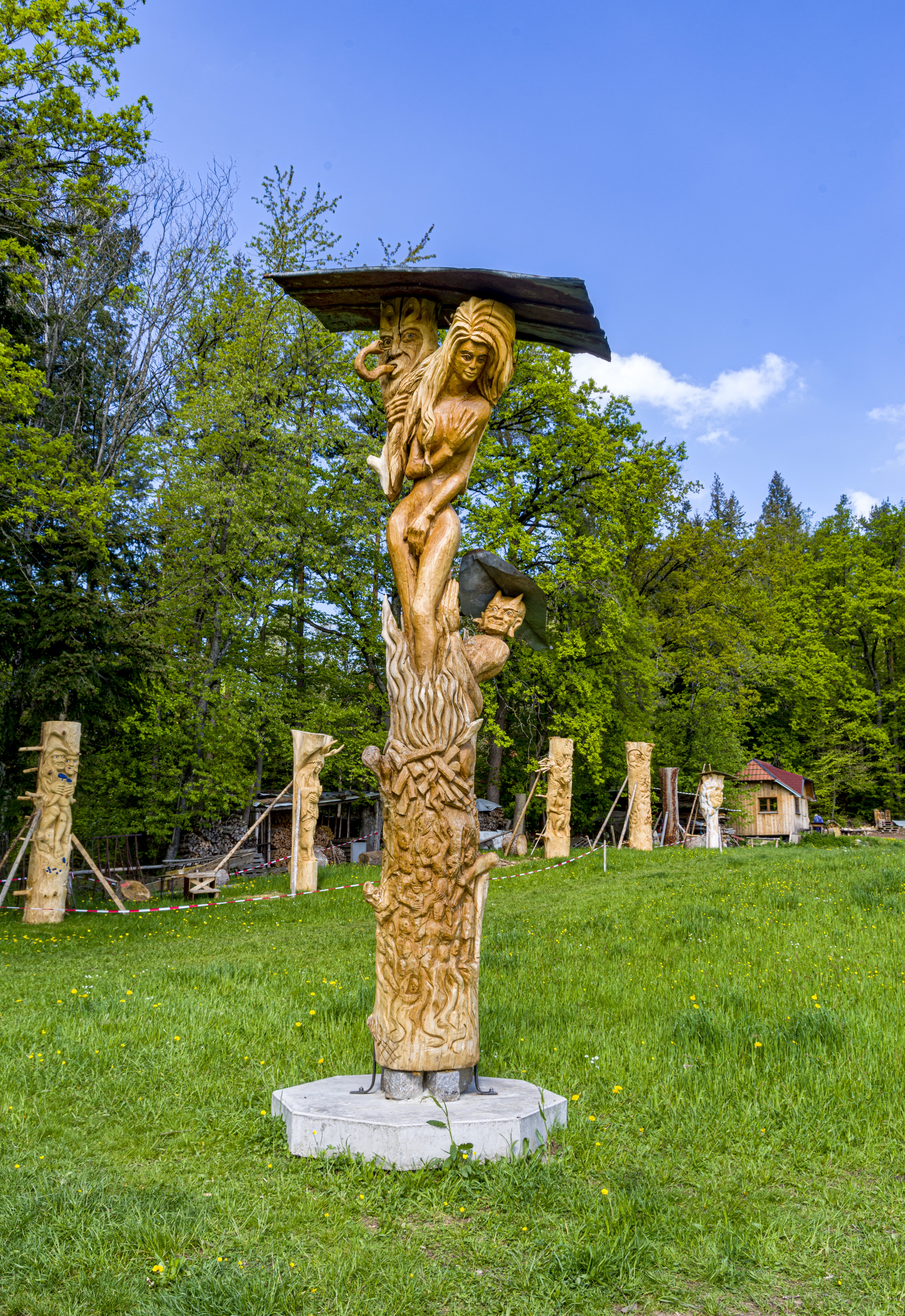
Agatha L2, die für öffentliche Aufmerksamkeit sorgte